# Liste der Baudenkmäler in Geroldsgrün
Auf dieser Seite sind die Baudenkmäler in der oberfränkischen Gemeinde Geroldsgrün zusammengestellt. Diese Tabelle ist eine Teilliste der Liste der Baudenkmäler in Bayern. Grundlage ist die Bayerische Denkmalliste, die auf Basis des Bayerischen Denkmalschutzgesetzes vom 1. Oktober 1973 erstmals erstellt wurde und seither durch das Bayerische Landesamt für Denkmalpflege geführt wird. Die folgenden Angaben ersetzen nicht die rechtsverbindliche Auskunft der Denkmalschutzbehörde.

## Baudenkmäler nach Gemeindeteilen

### Geroldsgrün
| Lage                              | Objekt                                                | Beschreibung | Akten-Nr.             | Bild                          |
| --------------------------------- | ----------------------------------------------------- | --- | --------------------- | ----------------------------- |
| Burgsteinstraße 7 (Standort)      | Evangelisch-lutherische Pfarrkirche Jakobuskirche     | Saalbau mit eingezogenem Chor und Westturm, 1738–44; mit Ausstattung                                            | D-4-75-128-1 Wikidata | weitere Bilder                |
| Burgsteinstraße 7 (Standort)      | Reste der Kirchhofbefestigung                         | Mit drei Rundtürmen                                                                                             | D-4-75-128-1 Wikidata | Reste der Kirchhofbefestigung |
| Burgsteinstraße 8, 10 (Standort)  | Wohnhaus                                              | Zweigeschossig, mit Mansarddach, verschiefertes Fachwerkobergeschoss, Ende 18. Jahrhundert                      | D-4-75-128-2 Wikidata | weitere Bilder                |
| Burgsteinstraße 9 (Standort)      | Ehemaliges Schulhaus und Kantorat, ehemaliges Rathaus | Zweigeschossiger Walmdachbau, 17./18. Jahrhundert                                                               | D-4-75-128-3 Wikidata | weitere Bilder                |
| Burgsteinstraße 11 (Standort)     | Wohnhaus                                              | Zweigeschossiges Walmdachhaus, teilweise mit verputztem Fachwerkobergeschoss, Tür bezeichnet „1838“, Kern älter | D-4-75-128-4 Wikidata | weitere Bilder                |
| Burgsteinstraße 11 (Standort)     | Teil der Wehranlage der Kirche                        | Mit Resten der Wehrmauer und Anbindung an den Wehrturm                                                          | D-4-75-128-4 Wikidata | weitere Bilder                |
| Burgsteinstraße 12 (Standort)     | Gasthaus zum Goldenen Hirschen                        | Eingeschossiges Mansarddachhaus, 18. Jahrhundert                                                                | D-4-75-128-5 Wikidata | weitere Bilder                |
| Faber-Castell-Straße 2 (Standort) | Ehemalige Försterei                                   | Zweigeschossiger Walmdachbau mit verputztem Fachwerkobergeschoss, 18. Jahrhundert                               | D-4-75-128-6 Wikidata | weitere Bilder                |
| Kirchweg 2, 4 (Standort)          | Pfarrhaus                                             | Zweigeschossiger Halbwalmdachbau, 1803–07                                                                       | D-4-75-128-8 Wikidata | weitere Bilder                |
| Kirchweg 2, 4 (Standort)          | Mesner-Haus                                           | Im rechten Winkel angebaut, Satteldachbau, 1761–62, mit Durchgang zum Friedhof                                  | D-4-75-128-8 Wikidata | Mesner-Haus                   |

### Langenau
| Lage                  | Objekt                           | Beschreibung | Akten-Nr.              | Bild           |
| --------------------- | -------------------------------- | --- | ---------------------- | -------------- |
| Langenau 2 (Standort) | Forstgehöft, Forsthaus           | Zweigeschossiger, verschieferter Satteldachbau mit Freitreppe und Standerker, im Kern um 1830, im späten 19. Jahrhundert überformt | D-4-75-128-16 Wikidata | weitere Bilder |
| Langenau 2 (Standort) | Forstgehöft, Back- und Waschhaus | Wohl zweite Hälfte 19. Jahrhundert                                                                                                 | D-4-75-128-16 Wikidata | weitere Bilder |

### Langenbach
| Lage                          | Objekt                   | Beschreibung                                                                                  | Akten-Nr.              | Bild                |
| ----------------------------- | ------------------------ | --------------------------------------------------------------------------------------------- | ---------------------- | ------------------- |
| Alte Schulstraße 1 (Standort) | Altes Schulhaus          | Erdgeschossiger Walmdachbau, bezeichnet „1840“                                                | D-4-75-128-15 Wikidata | Altes Schulhaus     |
| Hauptstraße 33 (Standort)     | Ehemaliges Forstamt      | Zweigeschossiger Walmdachbau, verkleidetes Fachwerkobergeschoss, erste Hälfte 18. Jahrhundert | D-4-75-128-14 Wikidata | Ehemaliges Forstamt |
| Erlich (Standort)             | Sogenannte Apostelsteine | Folge von zehn Monolithen, wohl spätmittelalterlich                                           | D-4-75-128-17 Wikidata | weitere Bilder      |

### Keinem Gemeindeteil zugeordnet
| Lage | Objekt | Beschreibung | Akten-Nr.              | Bild |
| --- | --- | ------------ | ---------------------- | ---- |
| Ölsnitz; Rodach; Kammerholz; Neumühle 1; Augrund; Bahnlinie Kronach–Nordhalben; Stoffelsmühle 10 b; Distrikt Oberer Wald; Markgraben; Steinbach; Stoffelsmühle; Stoffelsmühle 10; Heinersgrund; Streitmühle; In Stoffelsmühle; Nähe Bahnlinie; Oelsnitzgrund; Haltestelle Dürrenwaid; Mauthaus 3; Neumühle 2; Nähe Bahnhof () | Typische Floßbachabschnitte mit Uferbefestigungen der Flusskorrektionen von 1900 und Schützenwehranlagen der Stoffelsmühle an Rodach und Ölsnitz aus den 1920er Jahren |              | D-4-76-159-25 Wikidata |      |

## Abgegangene Baudenkmäler
In diesem Abschnitt sind Objekte aufgeführt, die früher einmal in der Denkmalliste eingetragen waren, jetzt aber nicht mehr existieren, z. B. weil sie abgebrochen wurden. Aktennummern in diesem Abschnitt sind ehemalige, jetzt nicht mehr gültige Aktennummern.

| Lage                                  | Objekt               | Beschreibung | Akten-Nr.              | Bild           |
| ------------------------------------- | -------------------- | --- | ---------------------- | -------------- |
| Langenbach Hauptstraße 15 (Standort)  | Wohnstallhaus        | Zweigeschossig, mit Halbwalmdach, verputztes Fachwerkobergeschoss, 1804                                            | D-4-75-128-13 Wikidata | Wohnstallhaus  |
| Oberhammer Keyßerstraße 46 (Standort) | Hammergut Oberhammer | Zweigeschossiges Wohnhaus mit Halbwalmdach, verputztes Fachwerkobergeschoss, 17./19. Jahrhundert; 2019 abgebrochen | D-4-75-128-7 Wikidata  | weitere Bilder |